# 24926 Jinpan
24926 Jinpan è un asteroide della fascia principale. Scoperto nel 1997, presenta un'orbita caratterizzata da un semiasse maggiore pari a 2,5600772 UA e da un'eccentricità di 0,1754054, inclinata di 1,07957° rispetto all'eclittica.